# Siège d'Angers
Guerre de Vendée
Le siège d'Angers se déroula lors de la guerre de Vendée, les 3 et 4 décembre 1793.

## Prélude
Repoussés à Granville, les Vendéens ne songeaient plus qu'à regagner le sud de la Loire, grâce à leur victoire à la bataille de Dol la route était libre. Le 23 novembre, l'état-major vendéen se réunit à Antrain. Le général en chef Henri de La Rochejaquelein proposa de marcher sur Rennes où l'armée républicaine en déroute s'était réfugiée, afin d'achever sa destruction et de soulever la Bretagne, l'armée pourrait ensuite attaquer Nantes pour rentrer en Vendée en effectuant une jonction avec l'armée de Charette. Stofflet en revanche voulait rentrer par la route la plus courte, donc d'attaquer Angers. Quant à Talmont, il voulait réattaquer Granville, la garnison de la ville avait été réduite et les Anglais semblaient plus disposés à intervenir. Ce fut ce dernier plan qui fut retenu par l'état-major, mais les soldats vendéens, lorsqu’ils apprirent ce plan, refusèrent d'obéir et appliquèrent le plan de Stofflet, les généraux furent forcés de suivre.
L'armée se mit donc en route en direction d'Angers. Cependant, si les Vendéens n'étaient plus guère inquiétés par les troupes républicaines, trop occupées à réorganiser leurs forces, ils étaient ravagés par les maladies (la dysenterie, le typhus et le choléra), dues à la famine car ils avaient désormais des difficultés à se ravitailler et à se protéger du froid de l'hiver qui approchait.

## La bataille
Angers était défendue par 4 000 (voire 6000) soldats républicains commandés par les généraux Louis Thévenet, dit Danican et Jean-Pierre Boucret. Le général Michel de Beaupuy, qui se remettait de ses blessures subies à la bataille d'Entrammes, était également dans la place. Bien que pas totalement guéri, il entendait bien participer à la bataille. Sur les remparts et dans les tours, 57 canons sont aptes au combat, trois des principales portes ont été murées et des fossés ont été creusés.
Le 3 décembre, les Vendéens passèrent à l'attaque, mais l'assaut ne fut pas mieux planifié qu'à Granville, les assaillants se répandirent dans les faubourgs abandonnés par les républicains mais, dépourvus de matériel de siège, ils n'avaient aucun moyen de franchir les remparts.
Pendant toute la journée du 3, l'artillerie vendéenne de Bernard de Marigny ne cessa de tirer sur les portes de la ville mais sans grand succès.
Le 4, les Vendéens tentèrent un nouvel assaut, ils étaient sur le point d'emporter la porte Cupif lorsque les troupes républicaines commandées par le général Jean Fortuné Boüin de Marigny arrivèrent en renfort. L'armée vendéenne commence à manquer de munitions, notamment de boulets, et le moral de ses troupes influa grandement sur la qualité de ses assauts sans succès. Ces troupes étaient l'avant-garde de l'Armée de l'Ouest, leur arrivée provoqua la panique des Vendéens qui levèrent le siège et se replièrent vers le nord-est, en direction du Mans.

## Bilan
Malgré sa victoire, le général Jean Fortuné Boüin de Marigny est tué à la fin de la bataille, touché par un boulet de canon, à Durtal.
Les corps laissés par les Vendéens aux alentours d'Angers sont décapités sur l'ordre des représentants Esnue-Lavallée, Francastel et Levasseur de la Sarthe, afin que les têtes soient exposées sur les murs de la ville,,. Ces têtes, entreposées pendant trois jours dans un magasin, sont finalement enterrées sur ordre des représentants en raison de la puanteur causée par leur décomposition.
Pitre-Chevalier écrivit également que les sans-culottes, sur l'ordre de Levasseur, « firent une procession lustrale, et brûlèrent l'encens de la patrie pour purifier leurs murs du contact royaliste ».